# Pasto
Pasto (ejtsd: Paszto, teljes nevén San Juan de Pasto) nagyváros Kolumbia délnyugati részén, Nariño megye székhelye. Az Andok hegység egyik magas fennsíkján fekszik, 2530 méter magasságban. Lakossága 371 ezer, agglomerációval kb. 500 ezer fő.
A város határában emelkedik a még aktív Galeras-vulkán. A várost és környékét a múltban többször kellett kiüríteni a vulkánműködés miatt.
1537-ben Sebastián de Belalcázar spanyol konkvisztádor alapította.

## Népesség
A város etnikai megoszlása:[mikor?]
- Fehér és mesztic 97,5%
- Afro-kolumbiai 1,6%
- Indián 0,9%

## Személyiségek
- Alberto Quijano Guerrero (1919–1995), költő és történész
- Luis Fernando López, (* 1979),
- Juan José Narváez (* 1995), focista
- Sergio Elías Ortiz (1894–1978), politikus
- Alfonso Zambrano Payán (1915–1991), szobrász
- Carlos Trujillo (1956 oder 1957–1993), mérnök

## Fordítás
- Ez a szócikk részben vagy egészben  a   Pasto, Colombia című angol Wikipédia-szócikk fordításán alapul.  Az eredeti cikk szerkesztőit annak laptörténete sorolja fel. Ez a jelzés csupán a megfogalmazás eredetét és a szerzői jogokat jelzi, nem szolgál a cikkben szereplő információk forrásmegjelöléseként.